# MVS TV
MVS TV (estilizado como MVS tv) es un canal de televisión de paga y TDT de contenidos generales producida por MVS Comunicaciones. En México, este canal es distribuido por Dish México vía satélite nacionalmente y Megacable vía Televisión por cable en algunas ciudades.
Desde 2016, se transmite como multiprogramación en estaciones TV abierta de Multimedios Televisión en algunas ciudades de la República Mexicana. Se le conoció hasta el 5 de noviembre de 2018 como 52MX.El 29 de agosto de 2024, MVS tv anunció que dejaría de emitir en televisión digital terrestre, manteniendo su emisión exclusivamente para Dish y Megacable.

info.mvshub.com.mx

## Historia
Tras un acuerdo con Cablevisión, MVS comenzó a operar el canal 52 de UHF de la Ciudad de México, concesionado en ese momento a Cablevisión. Este canal, junto con el 46 de UHF, fueron concesionados para operar bajo un esquema de "televisión abierta restringida", es decir, son canales que se pueden sintonizar en cualquier televisión como cualquier otro canal de televisión abierta, pero tienen una señal que hace imposible que se visualicen correctamente sin el equipo adecuado.
Con el fin de utilizar y promocionar este canal de televisión, MVS, en el año 2001, crea la señal 5INCUENTAYDO2 (estilización del número 52 y el nombre del número). Se reemplaza el canal propio de MVS, MAS, de los sistemas de TV de paga de MVS (en ese momento, MVS Multivisión y DirecTV) y se crea una programación completamente nueva de corte general, en la que se incluyen programas de drama, en su mayoría de España, eventos y programas deportivos, películas y producción propia. Mientras tanto, en ese mismo año, por el canal 52 de UHF, se mostraron promocionales en señal abierta, sobre la programación de este nuevo canal; debido a que su concesión no le permitía transmitir sin codificación, la señal quedaría codificada posteriormente.

A pesar de que el proyecto de "television abierta restringida" fracasó, la programación del canal, por otra parte, dio buenos resultados. El canal es adoptado en diversos sistemas de TV de paga en México, incluyendo la rival de MVS, Cablevisión (hoy izzi). 
El 15 de noviembre de 2004, se autoriza la cesión de derechos del canal 52 de UHF de la Ciudad de México a MVS. Sin embargo, la concesión se mantuvo con el carácter de señal restringida.
En abril de 2008, MVS recibió por parte de la Comisión Federal de Competencia la autorización para proveer servicio de televisión satelital bajo el nombre de Dish México, con lo que iniciarían conflictos con sus competidores. El 1° de junio de 2008, la señal de 52MX fue retirada por Cablevisión en el Valle de México de su sistema. A partir del mes de noviembre de 2008, la señal de 52MX y las de MVS Televisión también fueron retiradas del sistema Cablemas de todas las ciudades donde tiene presencia en la República Mexicana. En el mes de febrero de 2009 la señal fue retirada de Cablevisión en Monterrey. El 14 de diciembre de 2011 el 52MX era eliminado también, de la oferta de canales de Megacable.
Con la llegada de la Televisión Digital Terrestre (TDT) en México, las reformas en telecomunicaciones y el refrendo de la concesión, MVS intentaría cambiar su concesión para ofrecer la señal de canal 52 sin ningún tipo de codificación. El 9 de septiembre de 2013, el Instituto Federal de Telecomunicaciones le otorgó a MVS el refrendo de su concesión para el canal 52 de UHF con la modificación para transmitir en TDT en el canal 51, manteniendo su carácter de señal restringida (aunque durante unos días en 2014, transmitió con señal abierta como prueba). MVS solicitaría al instituto el cambio de su concesión para otorgar el servicio de televisión abierta digital, sin embargo, el 7 de noviembre de 2014, el IFT le negaría el uso de las frecuencias del canal 51 para la señal abierta.
Posteriormente, en julio de 2016, mediante un acuerdo con Grupo Multimedios, la señal de 52MX finalmente llegaría a la televisión abierta por medio de la multiprogramación en 5 estaciones. Por su parte, MVS retransmite las señales de Milenio Televisión, Multimedios Televisión y Teleritmo en el sistema satelital Dish.
En diciembre del año 2016, tras el conflicto entre Televisa Networks y Megacable, este último reemplaza los canales de Televisa Networks con los de MVS, incluyendo el 52MX, marcando el regreso de esta señal en el sistema tras casi 5 años de haber sido excluidos.

### Nombres y logotipos

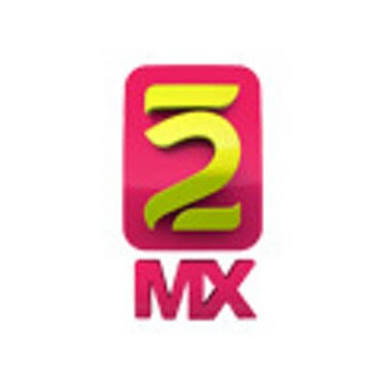
Logo 52MX utilizado hasta el 4 de noviembre de 2018.

En el año 2001, su emblema era un número abstracto formado por un rectángulo de gran tamaño, con dos bandas ubicadas arriba y abajo, la banda de arriba se despuntaba en la esquina inferior derecha, todo acompañado de una banda circular que hacía que lo mismo se leyera un 5 que un 2. Inicialmente el emblema fue con la banda de arriba y la circular en amarillo, la banda de abajo en azul y el rectángulo en rojo, complementado con el texto Canal 5INCUENTAYDO2 y teniendo como eslogan "A la vista de todos"; En el 2004, y producto de su internacionalización el 52 se mantiene, pero cambian sus colores, las bandas cortas pasaron a ser rosas, la banda circular amarilla y el rectángulo morado, acompañado con el texto 52MX, en negro desde el 2006.
El 5 de noviembre de 2018, el canal cambió su identidad a MVS tv. Su logotipo consiste de las letras mayúsculas "MVS" en color blanco, seguido de un pequeño espacio y las letras minúsculas "tv" en azul turquesa; todas en itálicas, en un fondo color uva.

## Retransmisión por televisión abierta
Como parte de una alianza con Grupo Multimedios, MVS TV se transmite en algunas estaciones del Canal 6 a través del canal 6.4 a nivel nacional
| Distintivo | Canal digital | Población                    | Concesionario                        |
| ---------- | ------------- | ---------------------------- | ------------------------------------ |
| XHTDMX-TDT | 27            | Ciudad de México.            | Televisión Digital, S.A. de C.V.     |
| XHTDJA-TDT | 34            | Guadalajara, Jalisco.        | Televisión Digital, S.A. de C.V.     |
| XHMTPU-TDT | 15            | Puebla, Puebla.              | Televisión Digital, S.A. de C.V.     |
| XHVTU-TDT  | 25            | Ciudad Victoria, Tamaulipas. | Multimedios Televisión, S.A. de C.V. |
| XHVTV-TDT  | 15            | Matamoros, Tamaulipas.       | Televisión Digital, S.A. de C.V.     |
| XHNAT-TDT  | 32            | Nuevo Laredo, Tamaulipas.    | Multimedios Televisión, S.A. de C.V. |

### Otras estaciones
MVS TV también transmite vía codificada por canal propio a través del canal 51.1 para el Valle de México.
| Distintivo | Canal digital | Canal Virtual | Población         | Concesionario        |
| ---------- | ------------- | ------------- | ----------------- | -------------------- |
| No Aplica  | 7             | 51.1          | Ciudad de México. | Comband S.A. de C.V. |